# Грб Осмака
Грб Осмаka је званични грб српске општине Осмаци. Грб је усвојен 20. децембра 2013. године.
Симбол општине је грб облика средњовјековног штита који испуњава неке савремене хералдистичке стандарде, али унутрашњости подсјећа на раније амблеме.

## Опис грба
Грб Осмака је средњовјековни штит на којем је представљена српска тробојка изнад зеленог бријега са плавом вијугајућом ријеком, иза којег излази сунце. Грб је крунисан сребрном бедемском круном без круништа, док испод штита има црвену ленту са исписаним именом општине ћирилицом и латиницом: „Осмаци - Osmaci“.